# Grad na grebenu
Grad na gebenu (nemško Kammburg) je tip srednjeveškega gradu, ki je bil zgrajen na gorskem grebenu ali  gorski verigi. 
Grad na grebenu je zelo redko izbrana lokacija oziroma oblika utrdbe. Položaj je tak grad zelo dobro ščitil pred napadalci. Slabost je le možnost, da bi bil grad napaden iz dveh strani.
Za vzajemno zaščito je bilo lahko zgrajenih več takih gradov v neposredni bližini drug do drugega.
Primera takih gradov Sloveniji sta Celjski grad in Blejski grad .